# لهجة أنبارية
اللهجة الأنبارية وتسمى مجازاً لدى عامة العراقيين لهجة دليم وهذه اللهجة هي مزيج بين اللهجة البغدادية والبدوية ويتحدث بها قسم من سكان محافظة الأنبار في مدن مثل الرمادي والفلوجة والقائم والرطبة والخالدية والحبانية والحقلانية وعدد من سكان بغداد وبعض ممن تعود جذورهم للأنبار في بقية محافظات العراق وشرق سوريا. يجدر بالذكر أنه توجد فروق بسيطة في اللهجة بين بعض القرى والمدن في الأنبار.
ففي قضاء راوة لديهم لهجة خاصة وايضا في قضاء عنة لهجة مختلفة، وأهل الرحالية يتميزن بلهجتم الخاصة.

## اقرأ أيضا
- لهجات عربية